# 傑克·雪柏德
傑克·雪柏德（英語：Jack Sheppard，1702年3月4日—1724年11月16日），倫敦十八世紀早期惡名昭彰的英國強盜、破門盜竊者與小偷。雪柏德生於窮苦人家，跟著木匠做學徒，但於1723年，離訓練完成僅剩一年多之際，犯下了竊盜與搶劫案。他在1724年被拘捕並監禁了五次，但成功逃獄四次，讓他成了人人皆知的公眾人物，而在低下階層大受歡迎。最後，雪柏德遭到逮捕、定罪，於泰伯恩處以絞刑，結束了他二年不到的短暫犯罪生涯。知名「盜賊將軍」強納生·威德對雪柏德的無力控制，以及雪柏德的同行，「藍膚」約瑟夫·布雷克下手傷害威德的事，讓威德勢力垮台。